# Педро де Айсінена-і-Піньйоль
Педро де Айсінена-і-Піньоль (19 жовтня 1802 — 14 березня 1897) — гватемальський політичний діяч, виконував обов'язки президента країни навесні 1865 року після смерті Рафаеля Каррери.